# Дизелова мотриса БДЖ 21-01
Мотрисата 21-01 е първото возило с двигател с вътрешно горене в БДЖ. С нейната доставка се отбелязва началото на дизеловата тракция в нашите железници. Построена е в унгарската фабрика „Ganz“ - Budapest през 1935 г. Задвижва се от 6-цилиндров редови дизелов двигател с мощност 120 к.с., с помощта на механична предавателна система. Тя е двуосна, тип А - 1. Първоначално има означение Смот-м и номер 01-01 (вътрешно обзавеждане III класа, мотриса с механична предавка). От 1965 г. е означена със серия и номер 21-01.
Мотрисата е с по един команден пост в двата края, има 60 седящи места, разположени в схема 3 + 2 в две отделения – за пушачи и непушачи. В средната част се намира машинно-багажното отделение и къс проходен коридор за връзка между двете пътнически отделения. През 1956 г. аварира оригиналният дизелов двигател и той е подменен след около 3 години престой. По-късно двигателят е сменен още веднъж. През целия си експлоатационен живот мотрисата е зачислена в депо София и работи активно около 30 години. Тя обслужва крайградски пътнически влакове соло или с допълнително прикачен двуосен (триосен) пътнически вагон до Елин Пелин, Банкя, Перник, Лакатник, Макоцево и др. През 1968 г. е извадена от пътническото движение и е преустроена в подвижна работилница на депо София, с което вътрешното обзавеждане е ликвидирано. През 1979 г. е обявена за музеен експонат, но без да се полагат някакви грижи за нея. Към края на 1996 г. е унищожена поради пълна корозия, разграбване и опасност от разпадане на вагонния кош.